# Friedenskirche (Freiburg im Breisgau)

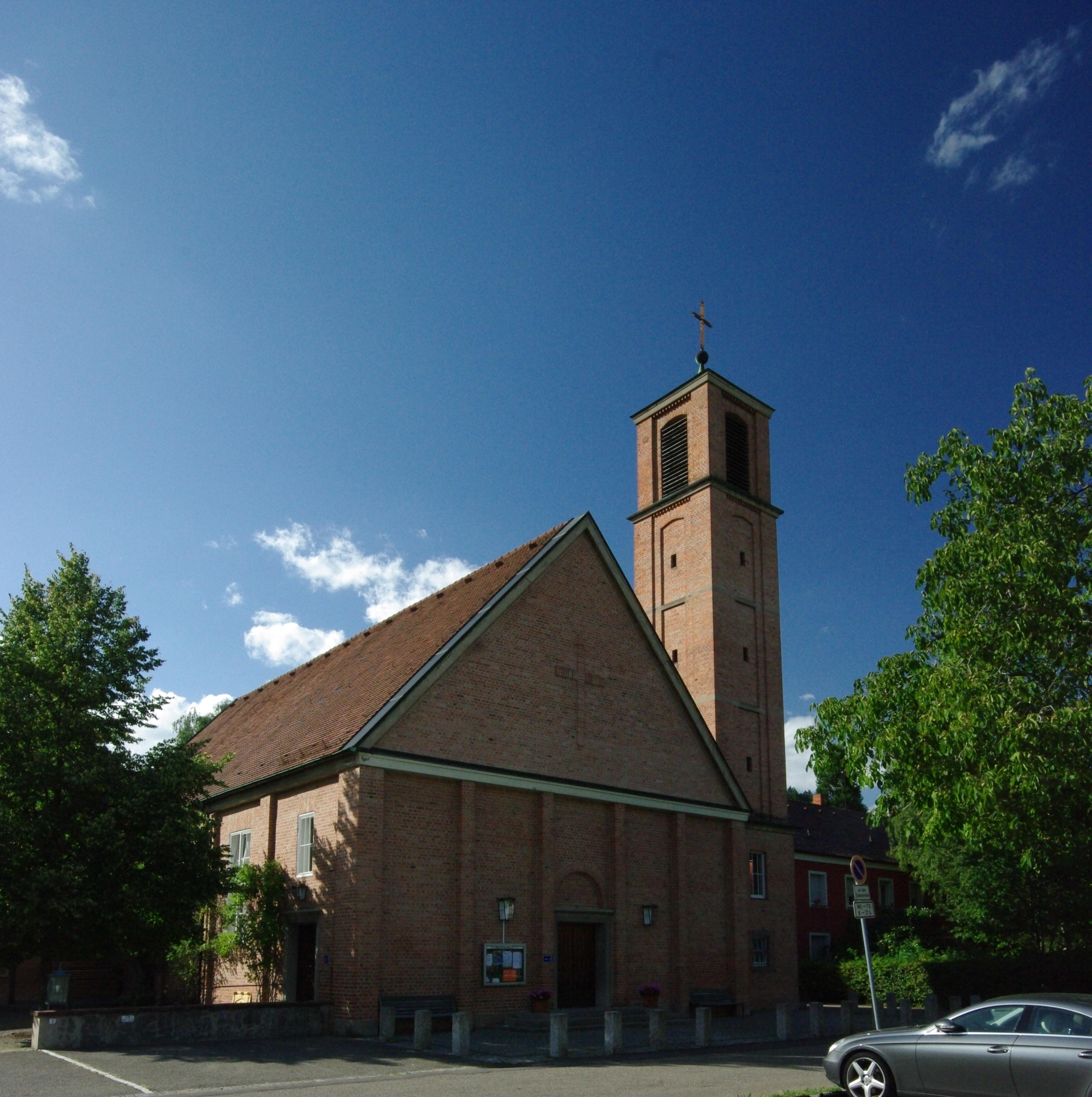
Friedenskirche Freiburg

Die Friedenskirche ist eine evangelische Kirche im Osten der Stadt Freiburg im Breisgau. Sie liegt im Stadtteil Oberau auf der Grenze zum Stadtteil Waldsee und gehört zu den verlässlich geöffneten Kirchen.

## Geschichte
Nachdem sich in den 1920er Jahren durch die beginnende Bebauung im Westen des heutigen Stadtteils Waldsee auch eine evangelische Gemeinde gebildet hatte, war der Wunsch nach einer eigenen Kirche entstanden. Im Jahr 1951 wurde ein Kirchengebäude mit Pfarrhaus, Gemeindesaal und Kindergarten nach Plänen des aus Hamburg stammenden Architekten Alfred Giese im Stil einer norddeutschen Hofanlage erbaut. 1971 und 2001 wurde die Kirche renoviert. 

## Beschreibung
Kirche, Turm und Nebengebäude sind mit unverputzten roten Klinkersteinen ausgeführt. Die Kirche ist ein schlichter Saalbau mit Satteldach in Ost-West-Orientierung. Der Turm steht an der Nordost-Ecke des Gebäudes und hat ein durchhängendes Zeltdach. Südlich der Kirche schließen sich die Gemeinderäume an, in denen ursprünglich auch ein Kindergarten untergebracht war; dieser wurde zu einem späteren Zeitpunkt in einem moderneren Anbau südlich davon als „Haus Kunterbunt“ untergebracht. Im Garten nördlich des Kirchengebäudes steht frei das Pfarrhaus, dessen ebenfalls aus roten Klinkern bestehende Außenhaut unter einer später angebrachten Wärmedämmschicht verschwunden ist.
Im Innern setzt sich der schlichte Gesamteindruck der Außenhülle fort. Der Raum hat keine Decke, man blickt in den offenen Dachstuhl, dessen Konstruktion in Grün- und Rottönen gefasst ist. Die rechteckigen Klarglasfenster sind leicht gelblich getönt. Hinter dem Altar hängt ein großer Kruzifixus (ohne Kreuzbalken). Er wurde von dem Metallbildhauer Kurt Lehmann geschaffen, der damals in Staufen im Breisgau wohnte und arbeitete. An der Altarrückwand sind rechts und links des Kruzifixus je neun unterschiedlich geformte blaue Papierskulpturen angebracht, eine aus einem Wettbewerb hervorgegangene Arbeit des Künstlers Wilhelm Morat aus Neustadt im Schwarzwald. 

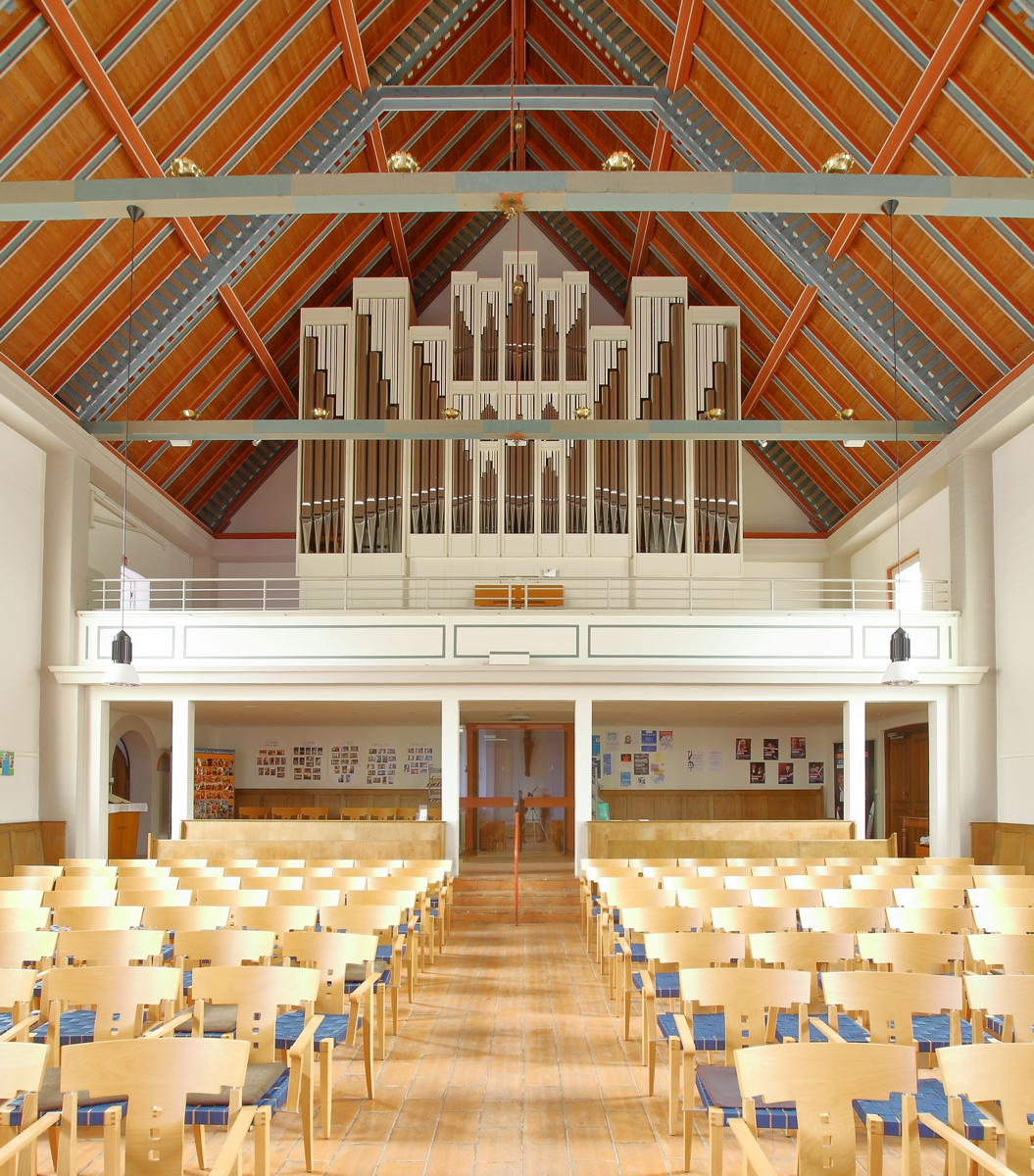
Innenansicht,
Blick zur (neuen) Orgel

## Orgel
Im Jahr 2019 erhielt die Kirche als Ersatz für ein störanfälliges und problembehaftetes Steinmeyer-Instrument eine zweimanualige Orgel mit 28 Registern, die von der Firma Schuke 1976 für die Freiburger Pauluskirche gebaut worden und dort entbehrlich geworden war. Nach Überholung und Renovierung durch die Freiburger Orgelwerkstatt Späth wurde sie auf der statisch verstärkten rückwärtigen Empore der Kirche neu aufgebaut.

## Glocken
Im Turm hängen seit der Errichtung des Gebäudes vier Bronze-Glocken, die 1951 von der Glockengießerei Bachert aus Karlsruhe gegossen wurden.
| Nr. | Durchmesser | Gewicht | Schlagton |
| --- | ----------- | ------- | --------- |
| 1   | 1035 mm     | 633 kg  | g′        |
| 2   | 870 mm      | 364 kg  | b′ -2     |
| 3   | 775 mm      | 253 kg  | c″ -2     |
| 4   | 682 mm      | 183 kg  | d″ -1     |

## Nachweise
1. ↑  Freiburger Orgelbau: Freiburg, Friedenskirche; hier ist auch die Disposition einsehbar.
2. ↑  Glockeninspektion Erzbistum Freiburg – Evang. Friedenskirche in Freiburg im Breisgau-Oberau (Seite nicht mehr abrufbar, festgestellt im Februar 2025. Suche in Webarchiven)  Info: Der Link wurde automatisch als defekt markiert. Bitte prüfe den Link gemäß Anleitung und entferne dann diesen Hinweis.

Koordinaten: 47° 59′ 22,01″ N, 7° 52′ 26,75″ O